# La Maison des Reporters
 (juillet 2021).
La Maison des Reporters (LMDR) est un média en ligne au Sénégal, lancé par le journaliste indépendant Moussa Ngom le 30 septembre 2019, après avoir obtenu son diplôme en journalisme au CESTI

## Description
La Maison Des Reporters est un média d'investigation, faisant des enquêtes et reportages sa priorité. LMDR est né du système de crowdfunding, entièrement financé par le public. Le journaliste fondateur a lancé sa campagne de financement sur les réseaux sociaux et sur internet notamment. En échange il promet au public un « journalisme indépendant et de qualité ». Le mode de financement de LMDR est inédit dans le monde des médias au Sénégal. Grâce à des cartes d'abonnement et des formules de payement périodiques, le public maintient son financement après le lancement du média d'investigation. Le média produit des audios, des vidéos et des articles à lire sur le site web.
En Décembre 2021, La Maison Des Reporters est admise comme membre du Global Investigative Journalism Network, une première pour un média sénégalais et la quatrième en Afrique francophone.

## Distinctions
Plusieurs journalistes de La Maison Des Reporters ont été lauréats de différents prix de journalisme décernés notamment  au Sénégal pour leurs productions publiées par le média.
Quelques-unes des récompenses décernées aux journalistes collaborateurs : 
LMDR remporte la deuxième place du Prix francophone de l'innovation dans les médias par l'OIF, France médias monde, Reporters sans frontières.
Meilleur reportage dans la catégorie santé de WAMECA Awards 2020,.
Lauréat du meilleur article dans la catégorie presse en ligne E-jicom.
Lauréat du prix d'encouragement des Prix E-jicom pour le reportage sur les médicaments illicites en vente libre au Sénégal.